# Saint-Rémy-des-Monts

Saint-Rémy-des-Monts este o comună în departamentul Sarthe, Franța. În 2009 avea o populație de 683 de locuitori.